# École hôtelière de Genève
L’École hôtelière de Genève (EHG) est une école supérieure (ES) suisse, dédiée au management en hôtellerie et restauration, située au 12 avenue de la Paix à Genève. Le campus est situé au parc de l’Ariana et comprend un restaurant d'application, le restaurant Vieux-Bois.

## Historique
En 1817, le terrain et la maison de maître qui s'y trouve (construite vers 1780 pour André-Jacques Pallard) sont acquis par Jean-François-André Duval, propriétaire d'une bijouterie et amateur d'art, qui hébergea Wolfgang Adam Toepffer et son fils Rodolphe Töpffer dans une des dépendances du domaine. C'est en mémoire d'une œuvre de Toepffer, Les Amours de monsieur Vieux Bois publiée en 1837, qu'une auberge ouvre en 1939 sous l'enseigne de Monsieur Vieux-Bois, puis devient le restaurant Vieux-Bois.
L’École des cafetiers-restaurateurs, fondée à Neuchâtel en 1914 par Gastrosuisse, est dès lors chargée de la formation pour l’hôtellerie-restauration en Suisse romande. En 1951, elle s’installe dans cette propriété genevoise et en 1996 devient « École hôtelière de Genève ». Un sondage mené en 2011 par l'institut TNS Sofres a classé l'EHG parmi les dix meilleures écoles hôtelières au monde.

## Organisation
L’École hôtelière de Genève appartient à GastroSuisse, organisation du secteur de l’hôtellerie et de la restauration en Suisse.
L'EHG gère également des services de restauration, notamment EHG Traiteur et les restaurants Vieux-Bois et Le Trinquet.

## Enseignement
L’École hôtelière de Genève propose des formations en management hôtelier et en restauration, enseignées en français. Elle offre également des ateliers de formation pour les entreprises.

## Campus
Le campus de l’École hôtelière de Genève est situé dans la zone diplomatique de Genève, près de la Croix-Rouge et des Nations unies. 